# Кондратенко Михайло Єгорович

Миха́йло Єго́рович Кондрате́нко (нар. 22 листопада 1943 року, Севастополь — пом. 2000 року) — артист, директор Севастопольського російського драматичного театру, народний артист України.

## Кар'єра
У 1960-ті роки актор Краснодарського театру драми імені Горького. Після цього — актор Севастопольського російського драматичного театру, з 1993 по 2000 роки його директор.